# Anomala manseri
Anomala manseri är en skalbaggsart som beskrevs av Carsten Zorn 2007. Anomala manseri ingår i släktet Anomala och familjen Rutelidae. Inga underarter finns listade i Catalogue of Life.